# Xã Washington, Quận Greene, Pennsylvania
Xã Washington (tiếng Anh: Washington Township) là một xã thuộc quận Greene, tiểu bang Pennsylvania, Hoa Kỳ. Năm 2010, dân số của xã này là 1.098 người.